# Gustavo Sánchez
Luis Gustavo Sánchez Saucedo (ur. 3 maja 2000 w Tantoyuce) – meksykański piłkarz występujący na pozycji środkowego obrońcy, od 2024 roku zawodnik Mazatlán.